# Littledalea tibetica
Littledalea tibetica, vrsta trajnice iz porodice trava. L. przevalskyi je rizomatozni geofit u umjerenom biomu, raširen po Kini (Yunnan) i Tibetu.. 
Nadzemne stabljike joj izrastu od 40-70 cm, a raste po kamenim obroncima planina i riječnim šljuncima na visinama od 5000–5500 m. Ova je vrsta vrlo bliska s Littledalea racemosa, ali su klasići nešto manji i, kada su upareni, više su skupljeni na granama metlice. Listne plojke su također dlakave.